# Associació d'Estudiants Progressistes
L'Associació d'Estudiants Progressistes (AEP) és un sindicat d'estudiants de Catalunya, d'ideologia esquerrana, que té com a principals objectius l'assoliment d'un ensenyament públic, de qualitat i gratuït, la millora de les condicions d'estudi dels estudiants i la realització d'activitats socioculturals que fomentin l'esperit crític.

## L'assalt a la seu nacional el 1999
Un dels moments més tensos dins la història del sindicat va tenir lloc el 6 de juliol de 1999, quan un escamot armat va assaltar el que llavors era la seu nacional de l'AEP al Carrer Margarit. El grup, conformat per 4 membres, van emmanillar a una cadira l'administratiu del local, van embenar-li els ulls i li van exigir els censos de l'organització, mentre era encanonat i posteriorment agredit.
De l'acció en va resultar ferit el sindicalista que en aquell moment feia tasques administratives al local i els arxius van ésser regirats i llençats per terra. Una pintada on es llegia "Primera Advertència" i un text en arxiu Word deixat a un dels ordinadors invitava a l'organització a deixar de tractar temes "polítics". Malgrat les denúncies corresponents als cossos policials, mai no van ser localitzats els agressors.